# ناحیه لاهور
ناحیه لاهور (به انگلیسی: Lahore District) یکی از ناحیه‌های پاکستان در پاکستان است که در لاهور واقع شده‌است. ناحیه لاهور ۱٬۷۷۲ کیلومتر مربع مساحت و ۱۱٬۱۲۶٬۲۸۵ نفر جمعیت دارد و ۲۱۶ متر بالاتر از سطح دریا واقع شده‌است.